# Euphorbia labatii
Euphorbia labatii är en törelväxtart som beskrevs av Werner Rauh och Bard.-vauc.. Euphorbia labatii ingår i släktet törlar, och familjen törelväxter. IUCN kategoriserar arten globalt som akut hotad. Inga underarter finns listade i Catalogue of Life.